# 幸町 (志木市)
幸町（さいわいちょう）は、埼玉県志木市の町名。現行行政地名は幸町一丁目から四丁目。郵便番号は353-0005。

## 地理
志木市の西部に位置し、新座市と隣接する。志木駅の北西部に所在し、住宅地となっている。

## 歴史

### 沿革
- 1972年（昭和47年）12月1日 - 住居表示の実施により[5]、大字志木の一部から幸町一丁目から四丁目が成立[4]。

## 世帯数と人口
2017年（平成29年）9月30日現在の世帯数と人口は以下の通りである。
| 丁目       | 世帯数    | 人口     |
| ---------- | --------- | -------- |
| 幸町一丁目 | 1,808世帯 | 3,787人  |
| 幸町二丁目 | 482世帯   | 1,175人  |
| 幸町三丁目 | 1,513世帯 | 3,844人  |
| 幸町四丁目 | 1,234世帯 | 2,809人  |
| 計         | 5,037世帯 | 11,615人 |

## 小・中学校の学区
市立小・中学校に通う場合、学区は以下の通りとなる。
| 丁目       | 番地                            | 小学校                 | 中学校                 |
| ---------- | ------------------------------- | ---------------------- | ---------------------- |
| 幸町一丁目 | 12～19番                        | 志木市立志木第四小学校 | 志木市立志木第二中学校 |
| 幸町一丁目 | その他                          | 志木市立志木第二小学校 | 志木市立志木第二中学校 |
| 幸町二丁目 | 全域                            | 志木市立志木第二小学校 | 志木市立志木第二中学校 |
| 幸町三丁目 | 1〜15番 16番1〜7号 16番18〜23号 | 志木市立志木第二小学校 | 志木市立志木第二中学校 |
| 幸町三丁目 | その他                          | 志木市立志木第四小学校 | 志木市立志木第二中学校 |
| 幸町四丁目 | 全域                            | 志木市立志木第四小学校 | 志木市立志木第二中学校 |

## 交通

### 鉄道
町域東端を東武鉄道東上本線が通るが、鉄道駅は設置されていない。同線志木駅および柳瀬川駅が利用可能な範囲にある。

### 道路
- 埼玉県道113号川越新座線

## 施設など
- 志木市西原ふれあいセンター
- 西原ふれあい第三公園[7]
- 塚の山古墳
- 大六天神社